# Natasha Little
Natasha Little (Liverpool, 2 ottobre 1969) è un'attrice britannica.
È conosciuta per i suoi ruoli per la televisione britannica, ma ha partecipato a molti film e opere teatrali.

## Biografia
Little nacque a Liverpool nel Regno Unito. Sua madre è una maestra e suo padre è un NHS manager. Per i primi dieci anni della sua vita visse nel Medio Oriente dove suo padre preparò cliniche per l'Organizzazione mondiale della sanità, e sua madre insegnò ad una scuola di inglese. La sua famiglia poi si ritrasferì nel Regno Unito in Loughton, Essex. Little frequentò il locale istituto comprensivo, il Loughton County High School, ed entrò a far parte in un gruppo teatrale chiamato Epping Youth Theatre. Progettò una carriera in legge, ma fu persuasa dal suo insegnante.
Il primo ruolo da attrice della Little dopo la laurea fu in The Tenth Man al Hampstead Theatre. Successivamente partecipò alle serie London's Burning, Supply & Demand e This Life.
Gli altri crediti televisivi includono: The Bill (1998); Big Women (1998); Vanity Fair (1998); Cadfael (1998); The Nearly Complete and Utter History of Everything (1999); Man and Boy (2002); Far From The Madding Crowd; Murder in Mind (2003); Spooks (2003); The Crooked Man (2003); Angell's Hell (2005) e Extras (2005) ed altri.
Film accreditati includono The Clandestine Marriage (1999); The Criminal (1999); Kevin & Perry Go Large (2000); Greenfingers (2000); Another Life (2001); Byron (2003); La fiera della vanità (2004); The Queen of Sheba's Pearls (2004), ed altri piccoli ruoli.
Ruoli teatrali includono Voyage Round My Father; I monologhi della vagina; Les Mains; The Alchemist e La scuola dei maghi. Little prese il suo ruolo in La scuola dei maghi all'ultimo momento. Inizialmente contrattò di partecipare nel film Enigma, ma il ruolo fu dato a Kate Winslet, che all'inizio rifiutò per la sua gravidanza. Fu pagata la sua tassa di £300 000 ed apparve in La scuola dei maghi all'Almeida Theatre.
Nel 2009 ottenne un ruolo in Mr. Nobody di Jaco Van Dormael. Little interpreta la madre del protagonista Nemo Nobody. Il film è stato presentato alla 66ª Mostra internazionale d'arte cinematografica di Venezia dove ha vinto il premio Osella.
Nel 2012 è la voce di Pussy Galore nel videogioco ispirato alla saga di James Bond, 007 Legends.

## Filmografia

### Cinema
- Pollice verde (Greenfingers), regia di Joel Hershmann (2000)
- La fiera della vanità (The Vanity Fair), regia di Mira Nair (2004)
- Mr. Nobody, regia di Jaco Van Dormael (2009)
- Ragazzi miei (The Boys Are Back), regia di Scott Hicks (2009)
- Blood, regia di Nick Murphy (2012)
- Welcome to the Punch - Nemici di sangue (Welcome to the Punch), regia di Eran Creevy (2013)
- Una, regia di Benedict Andrews (2016)

### Televisione
- This Life – serie TV, 20 episodi (1996-1997)
- Cadfael - I misteri dell'abbazia (Cadfael) – serie TV, episodio 4x03 (1998)
- Metropolitan Police (The Bill) – serie TV, episodio 14x37 e 25x44 (1998, 2009)
- Spooks – serie TV, 5 episodi (2003)
- Extras – serie TV, episodio 1x02 (2005)
- Testimoni silenziosi (Silent Witness) – serie TV, 4 episodi (2007, 2018)
- Poirot – serie TV, episodio 11x02 (2008)
- Amanti (Mistresses) – serie TV, 6 episodi (2009)
- Any Human Heart, regia di Michael Samuels – miniserie TV, episodio 3 (2010)
- New Tricks - Nuove tracce per vecchie volpi (New Tricks) – serie TV, episodio 8x01 (2011)
- Father Brown – serie TV, episodio 3x15 (2015)
- Wolf Hall – miniserie TV, 3 episodi (2015)
- DCI Banks – serie TV, episodi 4x05-4x06 (2015)
- The Night Manager – serie TV, 4 episodi (2016)
- Black Mirror – serie TV, episodio 3x03 (2016)
- Delitti in Paradiso (Death in Paradise) – serie TV, episodio 6x01 (2017)
- L'ispettore Barnaby (Midsomer Murders) – serie TV, episodio 19x03 (2017)
- Absentia – serie TV, 20 episodi (2019-2020)
- War of the Worlds – serie TV, 16 episodi (2019-2021)
- L'ispettore Dalgliesh (Dalgliesh) – serie TV, episodi 1x01-1x02 (2021)

## Teatro
- L'alchimista (Birmingham Repertory Theatre e Royal National Theatre, 1996)
- I monologhi della vagina (Arts Theatre, 2003)